# 람바레
람바레(스페인어: Lambaré)는 파라과이의 도시이면서, 아순시온 교외에 있는 도시이다. 인구는 140,498명이다.